# The Inpatient
The Inpatient (с англ. — «Пациент») — компьютерная игра в жанре психологического хоррора, разработанная компанией Supermassive Games и изданная Sony Interactive Entertainment, выпущена для PlayStation 4 и PlayStation VR.
Игра является приквелом к Until Dawn. Но в отличие от неё игра от первого лица.

## Геймплей
Игра в жанре хоррор с видом от первого лица. Действия игры происходят в санатории «Блэквуд», игрок управляет пациентом страдающим амнезией, его задача вспомнить все. С гарнитурой VR можно видеть тело персонажа кроме головы. В игре присутствуют враждебные NPC. Концовка игры зависит от действий принятых самим игроком.

## Разработка
Для игры разработчик использовал движок Unreal Engine 4. Выпущена в качестве приквела к игре 2015 Until Dawn, события происходят в санатории «Блэквуд» за 60 лет до событий в Until Dawn. Supermassive Games использовали в игре элементы психологического ужаса чтобы вовлечь игроков в сюжет, также в игре присутствует рендеринг трёхмерного стереозвука для дополнительных визуальных эффектов.

## Релиз
Игры была анонсирована на Electronic Entertainment Expo 2017, где было объявлено об эксклюзивом выпуске на PlayStation 4 с гарнитурой VR PlayStation VR 21 ноября 2017 в Северной Америке и 22 ноября 2017 в Европе. Однако выпуск был отложен до 23 января 2018 в Северной Америке и 24 января 2018 в Европе.

## Отзывы и рецензии
| Сводный рейтинг    | Сводный рейтинг |
| Агрегатор          | Оценка          |
| ------------------ | --------------- |
| GameRankings       | 57,88 %         |
| Metacritic         | 59/100          |
| Иноязычные издания |                 |
| Издание            | Оценка          |
| Destructoid        | 6,5/10          |
| Game Informer      | 6,5/10          |
| GameSpot           | 8/10            |
| GamesRadar+        | [ 17 ]          |

The Inpatient получил смешанные и средние оценки на агрегаторе рецензий Metacritic.
Игра была номинирована в категории «Звуковой дизайн» 2018 года по версии журнала Develop, за «Лучший звуковой дизайн» и «Визуальный дизайн» на премии Независимой ассоциации разработчиков игр 2018 года и за «Дизайн управления». «Направление в виртуальной реальности» и «Микширование звука в виртуальной реальности» в Национальной Академии Обзоров и Торговли Видеоиграми.